# Элемент CR2

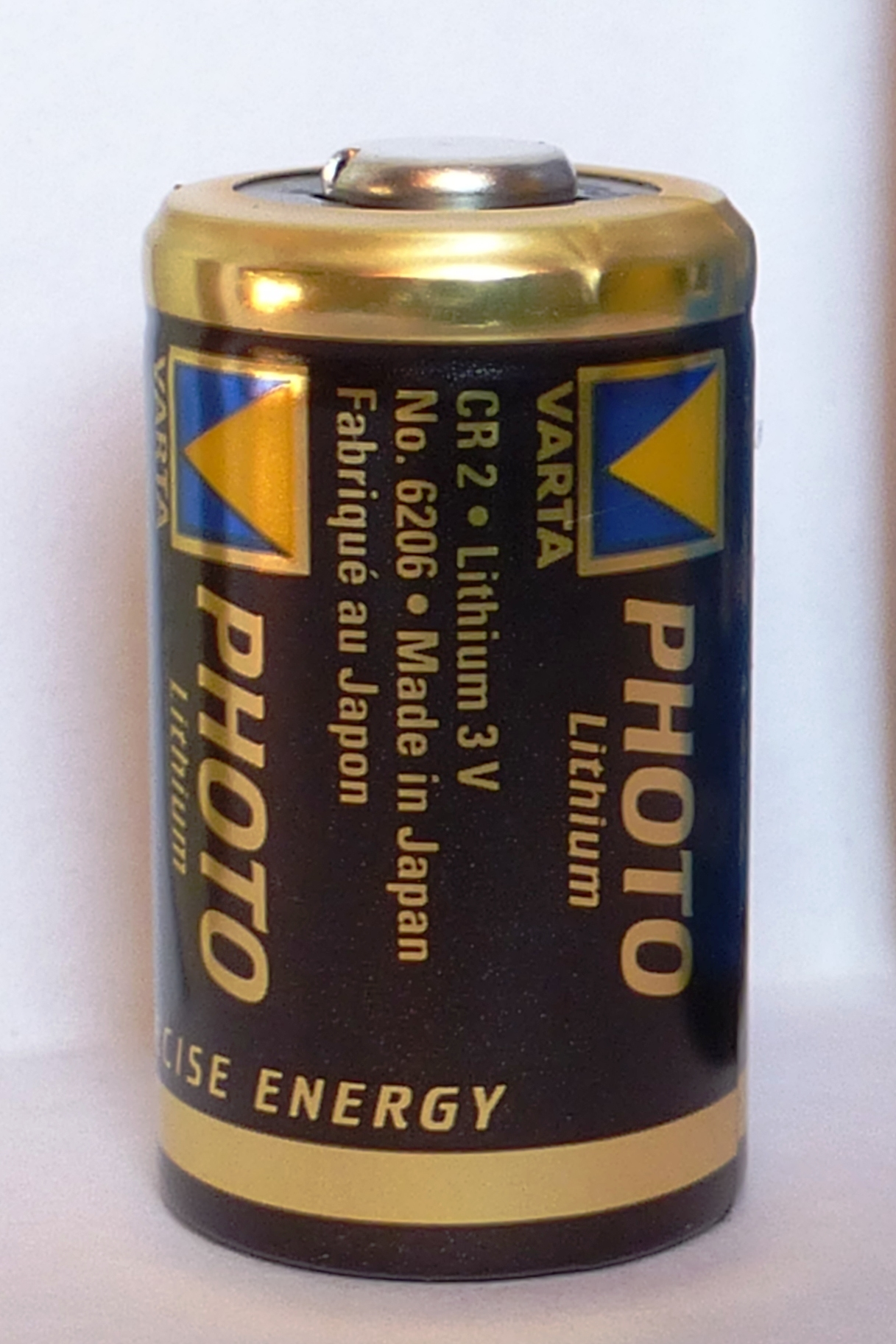
Элемент CR2 производства Varta

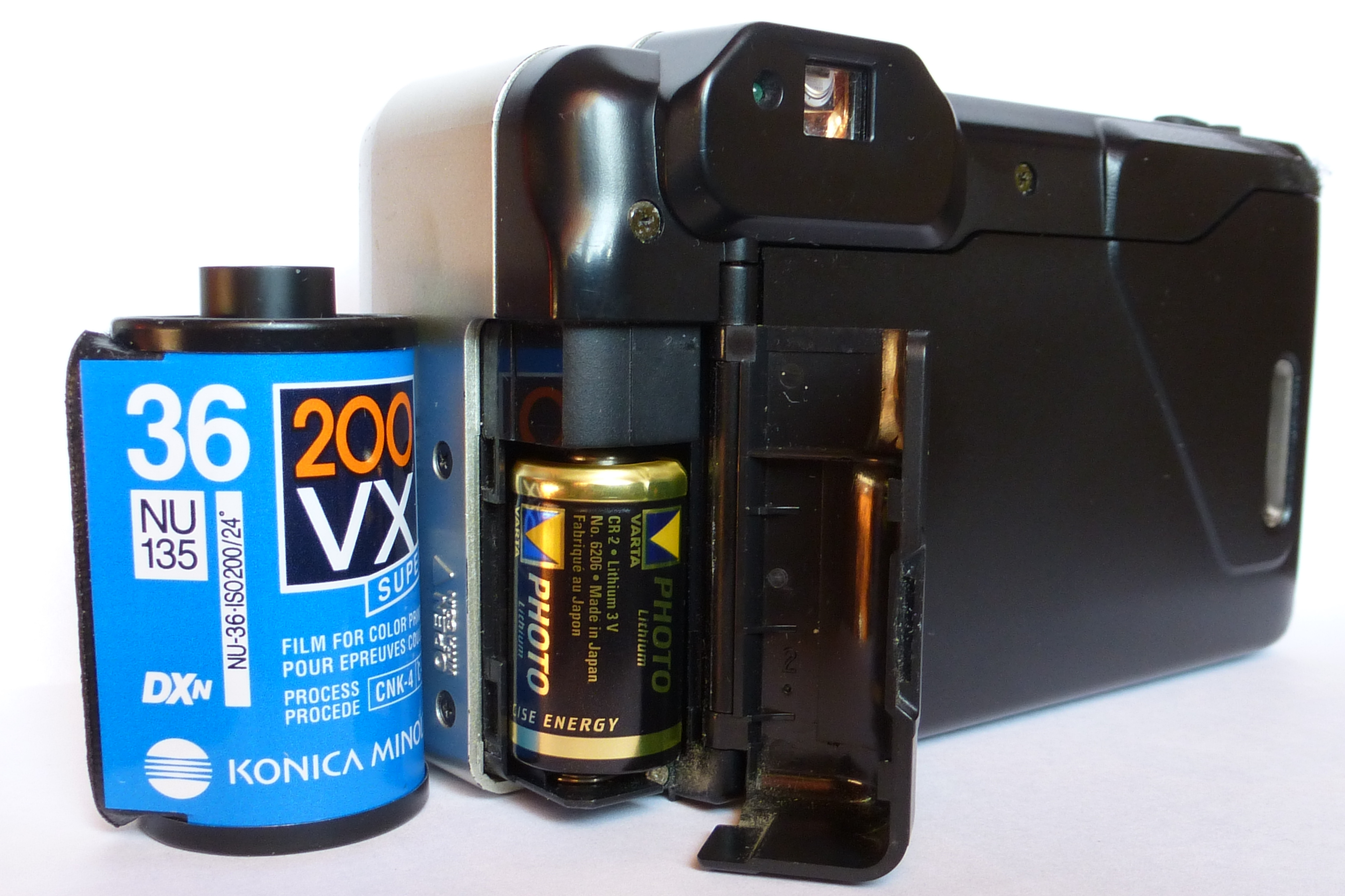
Элемент CR2 в корпусе плёночного фотоаппарата фирмы Ricoh RZ-735

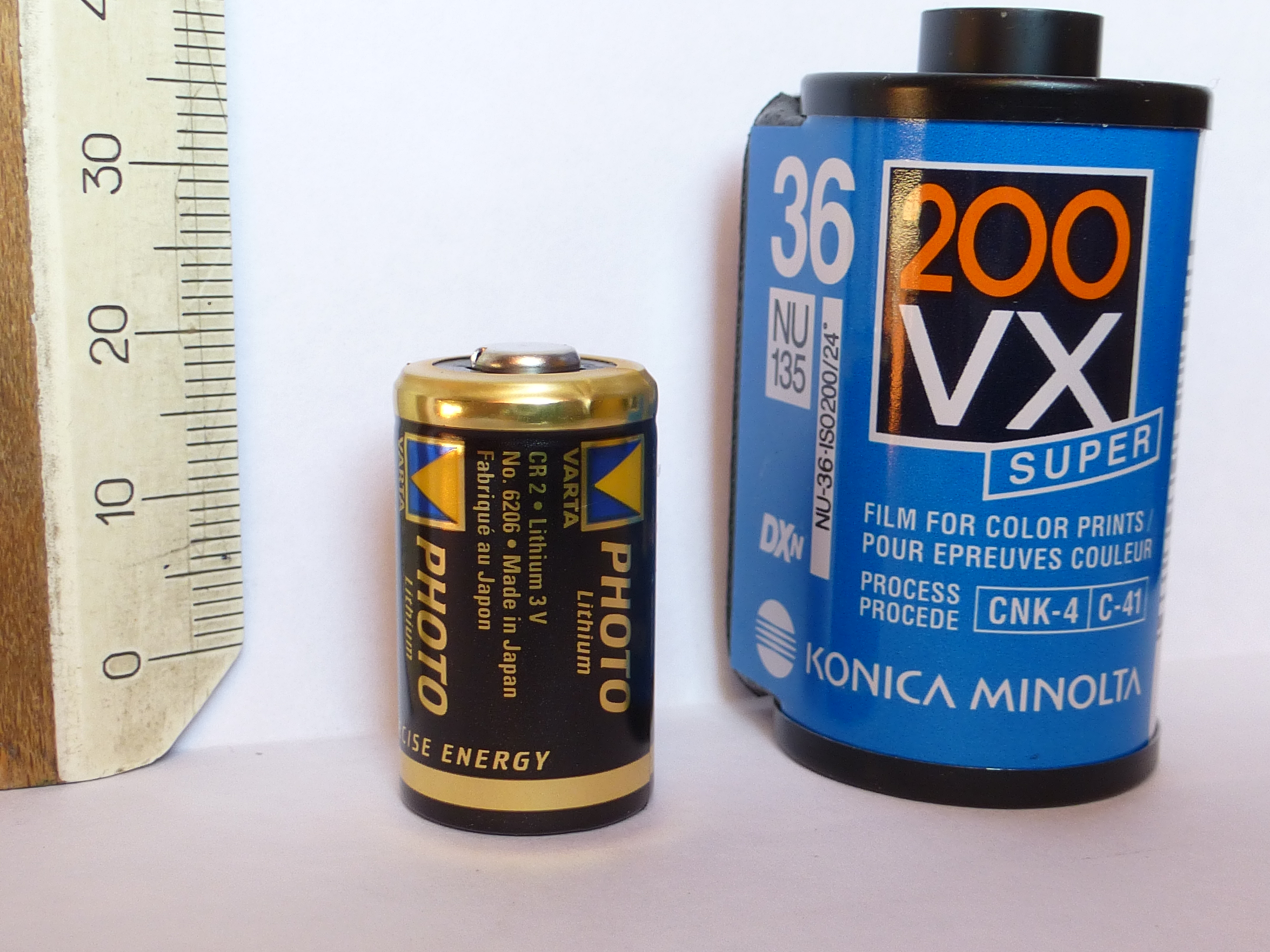
Элемент CR2 — сравнение габаритов с кассетой 35 мм фотоплёнки

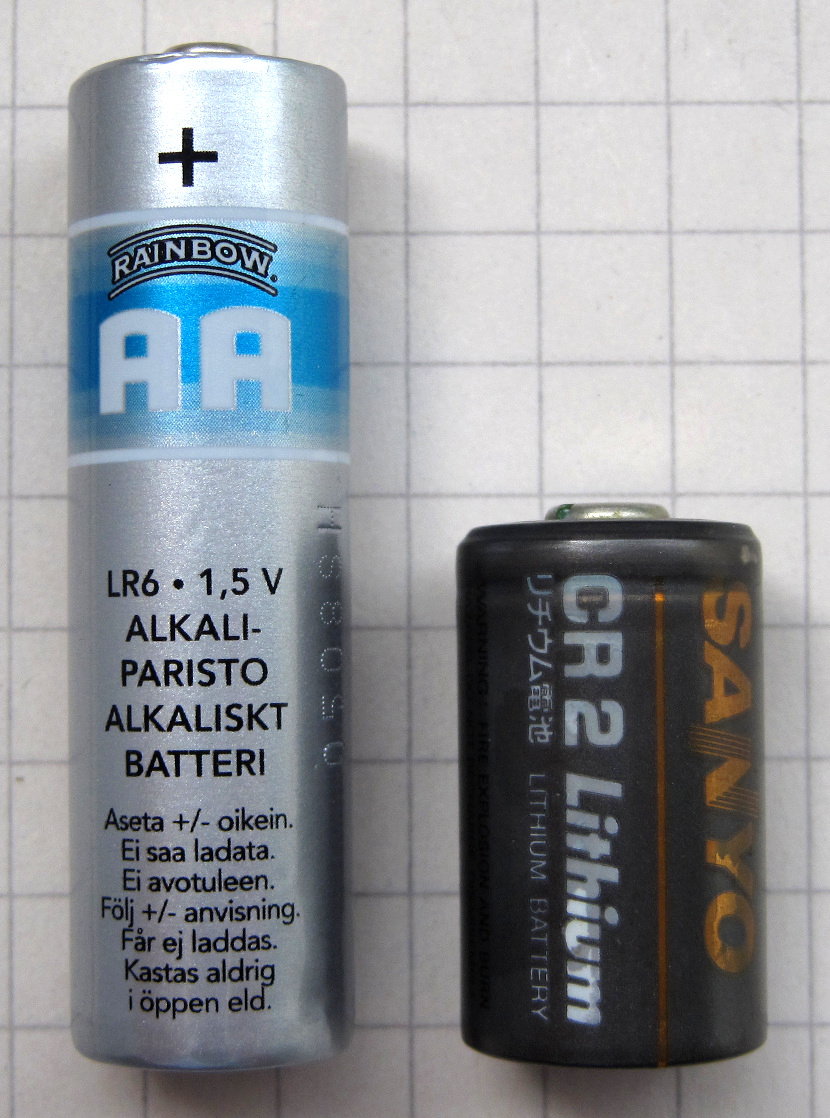
Элемент CR2 — сравнение габаритов с элементом АА

СR2 (также: 5046LC, CR17355, CR15270) — типоразмер батареек и аккумуляторов.
Узкоспециализированный тип литиевых элементов питания который появился в середине 90-х годов и использовался в фотоаппаратах малого размера (класса так называемых «мыльниц»).
Применялся как в плёночных так и в цифровых фотоаппаратах (на начальном этапе).
Размеры батарейки позволяли уменьшить размер фотоаппарата, так как одна батарейка типоразмера CR2 могла заменить две батарейки АА, занимая при этом меньший объём в корпусе. Ёмкость батарейки обеспечивала необходимую работу всех узлов плёночных фотоаппаратов по перемотке плёнки, экспозиции, фокусировки и работе вспышки с ресурсом на несколько плёнок.
В связи с появлением цифровых фотоаппаратов CR2 перестал удовлетворять требованиям, так как не был рассчитан на более высокое потребление тока.
На данном этапе применяется в узких сферах, например в травматическом пистолете Кордон, в компактных беспроводных датчиках охранных сигнализаций, в профессиональных электронных градусниках и т.п.

## Технические характеристики
- Длина — 26,7 мм,
- Диаметр — 15,1 мм.
- Вес — около 11 грамм
- Температурные режимы эксплуатации −40°С до +75°С (в зависимости от производителя[2][3][4][5])
- Напряжение — 3 В
- Максимальный ток нагрузки — 100 мА
- Максимальный импульсный ток нагрузки — 400 мА
- Типичная ёмкость батарейки — 750—850 мАч
- Типичная ёмкость аккумулятора — 280—800 мАч[6][7][8]

## CR2/38-L
Типоразмер батарейки созданный на основе CR2, обладающий большей ёмкостью и габаритами.

- Длина — 33,5 мм,
- Диаметр — 17 мм.
- Вес — около 15-17 грамм
- Температурные режимы эксплуатации −40°С до +85°С
- Напряжение — 3 В
- Типичная ёмкость батарейки — 1900—2000 мАч

Специализация данного типоразмера — счётчики воды и газа, медицинского оборудования, научных приборов, военной техники, резервного питания памяти и т. д..